# Fossa centroamericana

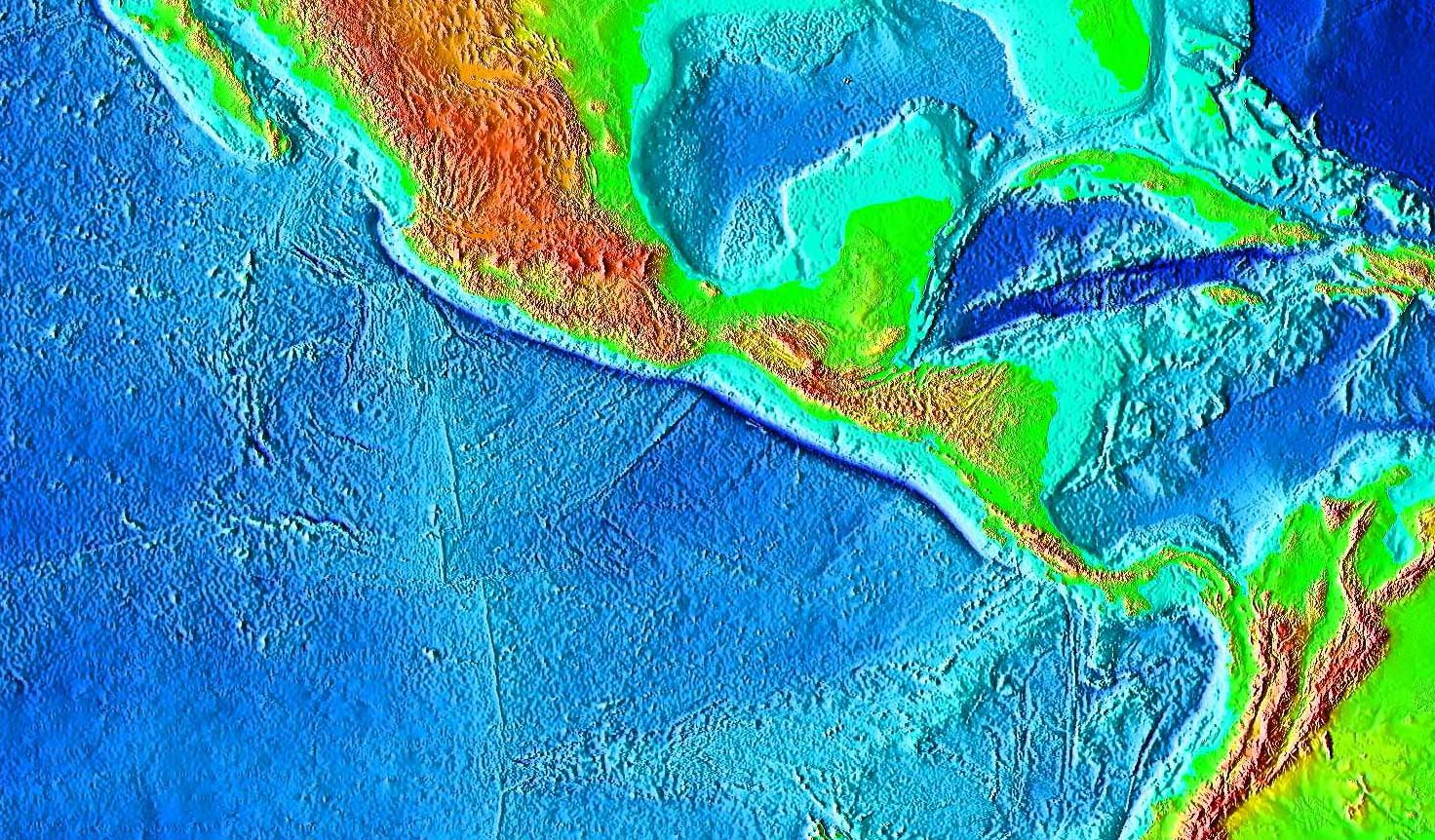
Nell'immagine, a ovest della costa dell'America Centrale, la fossa centroamerica colorata di blu scuro.

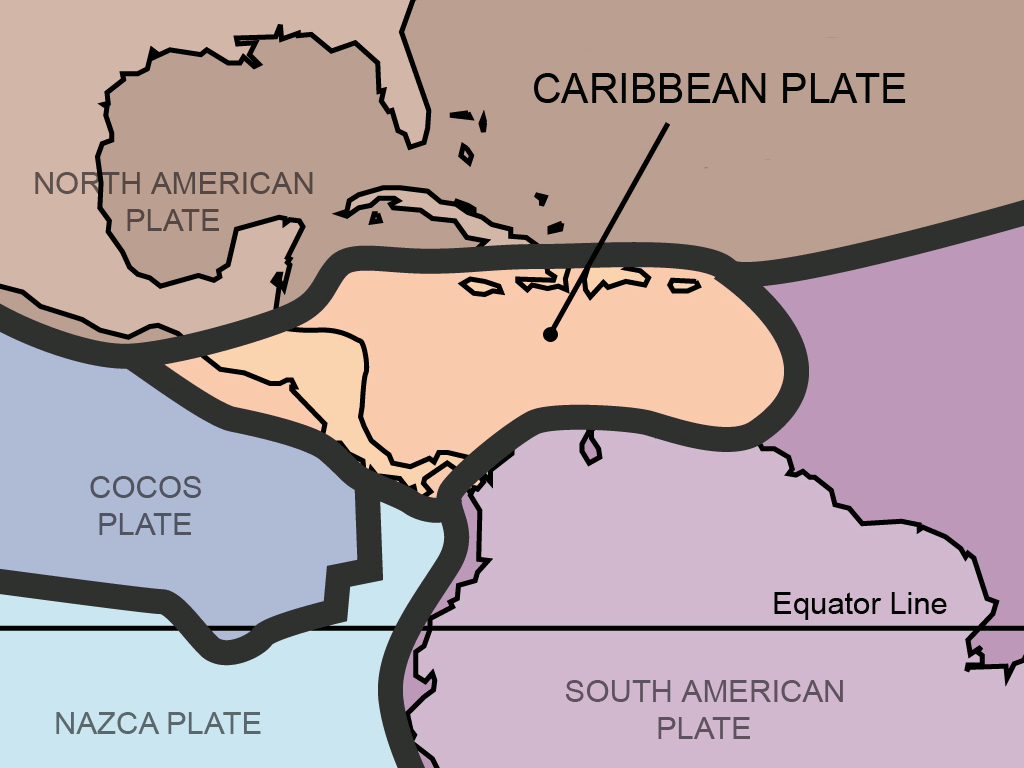
La situazione delle placche nella regione della fossa centroamericana.

La fossa centroamericana è una fossa oceanica situata nell'Oceano Pacifico orientale al largo della costa sudoccidentale dell'America Centrale. La fossa, in corrispondenza della quale si ha una zona di subduzione, si estende per oltre 2.750 km e arriva ad una profondità di a 6.669 m, il che fa di essa la diciottesima tra le fosse oceaniche più profonde del pianeta.
La fossa centroamericana costituisce il margine (in questo caso convergente, ossia distruttivo) tra le placche di Rivera, delle Cocos e di Nazca a ovest e le placche nordamericana e caraibica, al di sotto delle quali le prime tre stanno subducendo, a est.

Proprio a causa di questi moti di subduzione, l'area attorno alla fossa centroamericana è luogo ad elevata attività sismica.
La fossa centroamericana si estende in direzione nord-ovest e può essere divisa in due segmenti, settentrionale e meridionale, con il punto di divisione tra la parte settentrionale e meridionale del lato della fossa rivolto ad ovest che si trova circa 400 km più a ovest rispetto al punto di divisione della fossa posto sul lato orientale di quest'ultima. Dal lato occidentale, la parte settentrionale, chiamata fossa di Acapulco, si estende da Jalisco alla dorsale di Tehuantepec, mentre la parte meridionale, chiamata fossa del Guatemala, si estende dalla dorsale di Tehuantepec alla dorsale delle Cocos. Sul lato orientale, la divisione è segnata dal sistema di faglia di Polochic-Motagua, ossia dal margine tra la placca nordamericana e la placca caraibica.